# 호세 페드로 푸엔살리다
호세 페드로 푸엔살리다 가나(스페인어: José Pedro Fuenzalida Gana xoˈse ˈpeðɾo fwensaˈliða[*], 1985년 2월 22일, 산티아고 ~)는 "차피타" (Chapita) 라는 애칭으로 알려진 칠레의 축구 선수이다. 푸엔살리다는 현재 칠레 프리메라 디비시온의 우니베르시다드 카톨리카에서 미드필더로 활약하고 있다.

## 경력
그는 2005년에 19세의 나이로 프로 무대에 데뷔하기 전까지 우니베르시다드 카톨리카의 유소년 시스템을 거쳤다. 2007년, 22세가 되었을 때, 푸엔살리다는 학업에 집중하기 위해 축구를 중단하기도 하였다. 그에 따라, 그는 2007년 칠레 클라우수라에 불참하였다. 2008년 1월, 푸엔살리다는 프로 축구에 복귀하였고, 원 소속팀인 우니베르시다드 카톨리카 소속으로 활약할 것으로 예상되었다. 그러나, 그는 라이벌 구단인 콜로-콜로로 깜짝 이적하였고, 이는 우니베르시다드 카톨리카 보드진의 분노를 사서, $210,000 이적료를 지불 (유소년팀에서 활약한 연당 $30,000) 하게 하였다.
푸엔살리다는 콜롬비아에서 열린 2005년 CONMEBOL U-20 축구 선수권 대회에 칠레 대표로 참가하였고, 대회 후 팀은 네덜란드에서 열리는 2005년 FIFA U-20 월드컵 진출권을 확보하였다. FIFA U-20 월드컵의 온두라스 전에서, 푸엔살리다는 2골을 넣으며 팀의 7-0 승리를 견인하였다.
푸엔살리다는 2008년 U-23 투르누아 에스푸아 드 툴롱에서 2골을 득점하였는데, 1골을 5-3으로 이긴 프랑스전에서, 다른 1골은 2-0으로 이긴 네덜란드전에서 기록하였다. 그는 이후 2-0으로 이긴 일본전에서 선발로 출전하였다. 그는 팀이 참가한 5경기에 다양한 포지션을 소화하며 출전했다.
2008년 클라우수라에서, 호세 페드로 푸엔살리다는 오이긴스로 임대되었는데, 임대 사유는 콜로-콜로가 비대한 팀에 위해 감독의 계획 외에 있는 선수들을 제외시키기 위한 것이었다. 그는 콜로-콜로로 복귀하기 전까지 오이긴스에서 중요한 역할을 맡았다.
페드로는 보카 주니어스 이적 후, 9월 18일 로사리오 센트랄을 상대로 한 코파 수다메리카나 경기에서 첫 골을 득점하였고, 경기는 3-0 완승으로 끝났다.

### 국가대표팀 득점 기록
| 골 | 날짜            | 경기장                                          | 상대       | 점수 | 결과 | 대회                     |
| -- | --------------- | ----------------------------------------------- | ---------- | ---- | ---- | ------------------------ |
| 1  | 2013년 1월 19일 | 에스타디오 무니시팔 데 콘셉시온, 콘셉시온, 칠레 | 아이티     | 3-0  | 3-0  | 친선경기                 |
| 2  | 2016년 6월 6일  | 리바이스 스타디움, 샌타클라라, 미국             | 아르헨티나 | 1-2  | 1-2  | 코파 아메리카 센테나리오 |
| 3  | 2016년 6월 22일 | 솔저 필드, 시카고, 미국                         | 콜롬비아   | 2–0  | 2–0  | 코파 아메리카 센테나리오 |